# Ikkō Nakatsuka

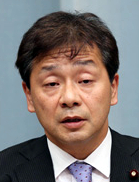
Ikkō Nakatsuka

Ikkō Nakatsuka (jap. 中塚 一宏, Nakatsuka Ikkō; * 4. April 1965 in der Kyōto, Präfektur Kyōto) ist ein japanischer Politiker (Liberale Partei→Demokratische Partei (Ex-Ozawa-Gruppe)). Er war bis 2012 Abgeordneter im Shūgiin, dem nationalen Unterhaus, für den 12. Wahlkreis Kanagawa und Minister im Kabinett Noda.
Nakatsuka, Absolvent der ingenieurswissenschaftlichen Fakultät der Universität Kyōto, arbeitete nach seinem Abschluss als Privatsekretär für den Abgeordneten aus Aichi und ehemaligen Minister Hyōsuke Niwa (Liberaldemokratische Partei), später als Abgeordnetensekretär für Yukio Hoshino, Abgeordneter aus Niigata. Wie Hoshino folgte Nakatsuka Ichirō Ozawa 1993 aus der Liberaldemokratischen in die Erneuerungspartei, 1994 in die Neue Fortschrittspartei. Nach Hoshinos Abwahl 1996 und der Auflösung der Neuen Fortschrittspartei 1997 arbeitete er für die Parteizentrale der Liberalen Partei Ozawas.
Bei der Shūgiin-Wahl 2000 kandidierte Nakatsuka für die Liberale Partei im Verhältniswahlblock Kinki und zog ins Shūgiin ein. Nach dem Beitritt der Liberalen zur Demokratischen Partei wechselte er bei der Shūgiin-Wahl 2003 nach Kanagawa in den Wahlkreis 12, wo Amtsinhaber Yōichiro Esaki die Demokratische Partei 2002 verlassen hatte. Gegen den Liberaldemokraten Ikuzō Sakurai, die Sozialdemokratin Tomoko Abe und zwei weitere Kandidaten setzte sich Nakatsuka durch. In der Demokratischen Partei war er danach unter anderem Vizevorsitzender des Politikforschungsrates und Vizegeneralsekretär. Bei den Neuwahlen zur Postprivatisierung 2005 unterlag Nakatsuka Sakurai deutlich im Wahlkreis – Kanagawa ist die Heimatpräfektur des damaligen LDP-Vorsitzenden/Premierministers Jun’ichirō Koizumi – und verfehlte auch eine Wiederwahl im Block Südkantō.
Beim Demokratischen Wahlsieg bei der Shūgiin-Wahl 2009 gewann Nakatsuka den Wahlkreis zurück. 2011 wurde er unter dem Parteivorsitzenden/Premierminister Yoshihiko Noda Staatssekretär (Fukudaijin) im Kabinettsamt, wo er unter anderem die Zuständigkeit für die Finanzbehörde (Kin’yū-chō) erhielt. Bei Nodas dritter Kabinettsumbildung im Oktober 2012 wurde Nakatsuka zum Minister für besondere Aufgaben beim Kabinettsamt für den Finanzsektor, „neues Gemeinwesen“ (atarashii kōkyō: Die Beteiligung von Privatsektor und Zivilgesellschaft an bisher vorwiegend öffentlichen Aufgaben), Geburtenrückgang und Geschlechtergleichstellung ins Kabinett berufen.
Bei der Shūgiin-Wahl 2012 verlor er seinen Wahlkreis erneut, nun an den LDP-Newcomer Tsuyoshi Hoshino, und landete noch hinter Tomoko Abe (Mirai no Tō) nur auf dem dritten Platz. Auch im Block Süd-Kantō reichte es als Sechster auf der Demokratischen Liste nicht für eine Wiederwahl.